# 拒約會
拒約會，清末廣東人民反美愛國運動團體。1905年，由上海、廣東掀起了波及全國的拒簽美國華工續約的愛國運動，即抵制美貨運動。
1905年5月27日廣東七十二行商、八大善堂代表連日在廣濟醫院召開大會，討論抵制美貨、反對美國排華禁約。6月14日，成立拒約會。21日改名為「抵制苛約不用美貨公所」。8月出版《拒約報》。9月出版《時事畫報》和《黨報》，均以宣傳時事及拒約運動為宗旨，對於推動拒約運動起了重要作用。隨後，南京、蘇州、揚州、鎮江、蕪湖、漢口、桂林、重慶、成都、杭州、南昌、西安、牛莊、青島、沙市、濟南等160多個城市相繼成立各種拒約團體，拒約運動形成了全國的規模。由於清政府的壓制，拒約運動到了1905年底進入低潮，廣東的拒約運動堅持到次年底。拒約會的部分成員後加入同盟會，轉向革命。

## 會之宗旨
通過決議
（1）不定美貨，特舉專員分赴各行簽訂公約。（2）宣傳員定22日起到各處宣傳。（3）印發章程和美貨圖表等件分送各地以便周知。